# Bofors 40L60
De Bofors 40mm L/60, Bofors 40L60, of kortweg Bofors gun is een volautomatisch luchtdoelkanon. Het werd in 1931 geïntroduceerd in het Zweedse leger en werd verder in meer dan twintig landen in gebruik genomen. Veel landen hebben het kanon in licentie in productie genomen en het is op grote schaal tijdens de Tweede Wereldoorlog ingezet.

## Fabrikant
Het kanon is een ontwerp van de Zweedse wapenfabrikant Bofors. De eerste kanonnen van dit type kwamen in 1931 in dienst bij de Zweedse strijdmacht. Buiten Zweden is het kanon in diverse landen, waaronder het Verenigd Koninkrijk en de Verenigde Staten in productie genomen. Door de diverse fabrikanten zijn er kleine verschillen opgetreden bij de productie van het kanon.
De VS kozen voor het wapen via Nederland. Nederland was een vroege klant van dit wapen, en de marine combineerde dit met een op drie assen gestabiliseerd onderstel (door Hazemeyer gepatenteerd). Na de val van Nederland demonstreerde de Hr.Ms. Van Kinsbergen (opererend in de Caraïbische Zee) een watergekoelde versie van dit wapen aan de Amerikaanse marine, die meteen overtuigd was en het goede voorbeeld volgde.
De VS startten productie van dit wapen gedurende de Tweede Wereldoorlog overigens illegaal, zonder toestemming van de Zweedse fabrikant. Pas later werd overeenstemming met de Zweden bereikt.

## Beschrijving
Het kanon heeft een kaliber van 40 millimeter. De lengte van het wapen is 60 kalibers (2400mm), vandaar de aanduiding 40L60 (waarbij de L voor "lang" staat). Aangezien de eigenlijke loop korter is kan het wapen ook 40L56 genoemd worden. Als een mondingsrem gemonteerd is, is het wapen overigens langer.
De vuursnelheid is 120 schoten per minuut. Vier granaten worden per keer in het laadsysteem gevoerd. De granaten hebben een gewicht van ongeveer 1 kilogram, kleine afwijkingen zijn mogelijk afhankelijk van het type en functie. De elevatie van de loop ligt tussen de -5 en 90 graden. Het kanon had een maximaal bereik van zo’n 4500 meter, maar het was effectief tegen vliegtuigen op een hoogte van 2500 meter.
De mobiele versie van het kanon is gemonteerd op een aanhangwagen met een draaiplateau. Tegen landdoelen was er een pantserdoorborende granaat beschikbaar. De granaat kon 52mm pantser doorboren op een afstand van 914 meter.

## Opvolger
In het begin van de jaren vijftig werd deze versie vervangen door de Bofors 40L70.